# Экономический либерализм
Экономи́ческий либерали́зм — идеология, выступающая за минимальное вмешательство правительства в экономику нации и, соответственно, полную свободу индивидов в экономике. Экономический либерализм — часть философии консерватизма, либертарианства и правого либерализма.
В экономической философии экономический либерализм поддерживает и пропагандирует экономику laissez-faire. Последователи экономического либерализма используют философские аргументы в поддержку свободного рынка, совершенной конкуренции и «невидимой руки рынка» (из произведения Адама Смита).
Данная идеология отвергает государственное регулирование экономики и экономическое вмешательство в свободный рынок, и поддерживает полную и максимальную экономическую свободу, свободу торговли и конкуренции, в отличие от возникших позднее теорий:
- дирижизма;
- меркантилизма;
- кейнсианства;
- социализма;
- коммунизма;
- фашизма[1];
- нацизма.

Позднейшие теории возникали в качестве ответа на решение некоторых проблем, возникающих в экономике в силу обыкновенного отсутствия полного набора факторов, необходимых для совершенной конкуренции (например, полной информированности участников рынка, отсутствия барьеров входа и др.). Данные позднейшие теории предусматривали увеличение роли правительства в искусственном создании условий, которые не могут наступить самостоятельно или с помощью «невидимой руки рынка».
Тем не менее, сторонники экономического либерализма считают, что любые вмешательства правительства могут наносить лишь вред экономике и благосостоянию субъектов рынка. Из функций правительства, которые они могут допустить, остаётся лишь антимонопольная политика, законодательство о предоставлении корректной информации (аналогичное закону Сарбейнса-Оксли в США).